# Stratford (Québec)
Pour les articles homonymes, voir Stratford.
Stratford est une municipalité de canton située dans Le Granit en Estrie, au Québec (Canada).

## Toponymie
« Le canton de Stratford, proclamé en 1856, mais qui figure sur la carte de Gale et Duberger dès 1795 et qui évoque la patrie du grand Shakespeare, Stratford-upon-Avon en Angleterre, formait avec celui de Garthby (1855) les townships unis de Garthby-et-Stratford (1857). Leur séparation, en 1874, donnera naissance à la municipalité du canton de Stratford. »

## Histoire

### Chronologie
- 1er mai 1856 : Érection du township de Stratford.
- 1er janvier 1860 : Le township de Stratford fusionne avec le township de Garthby et création des townships unis de Garthby et de Stratford.
- 31 décembre 1873 : Sécession des townships unis de Garthby et de Stratford en deux identités dont le township de Stratford.
- 15 mars 1969 : Le township de Stratford devient le canton de Stratford.

## Géographie
La municipalité du canton de Statford est traversée par la route 161. Elle est bornée par la municipalité de la paroisse de Disraeli, la municipalité de la paroisse de Sainte-Praxède, la municipalité de Saint-Romain, la municipalité de Stornoway, la municipalité de Weedon (secteurs Fontainebleau et Saint-Gérard) et, au talweg du lac Aylmer, par la municipalité de Beaulac-Garthby.
Le lac Thor, situé à la limite est de la municipalité, est le crénon de la Rivière Bernier qui alimente le lac Aylmer, un élargissement de la Rivière Saint-François.

## Démographie
| 1991 | 1996 | 2001 | 2006  | 2011  | 2016 | 2021  |
| ---- | ---- | ---- | ----- | ----- | ---- | ----- |
| 785  | 786  | 873  | 1 086 | 1 062 | 945  | 1 036 |

## Administration
Les élections municipales se font en bloc pour le maire et les six conseillers.
| Stratford Maires depuis 2001                                                                                         |                  |         |          |
| Élection | Maire            | Qualité | Résultat |
| 2001 | Gaétan Côté      |         | Voir     |
| 2005 | Guy Cloutier     |         | Voir     |
| 2009 | Jacques Fontaine |         | Voir     |
| 2009 | André Gamache    |         | Voir     |
| 2013 | André Gamache    | Voir    |          |
| 2017 | Denis Lalumière  |         | Voir     |
| 2021 | Denyse Blanchet  |         | Voir     |
| Élection partielle en italique Depuis 2005, les élections sont simultanées dans toutes les municipalités québécoises |                  |         |          |

|  |

## Personnalités liées à Stratford
- Gérard Picard (1907-1980), syndicaliste, né à Stratford, président de la CTCC-CSN